# Le Triomphe de la Mort (Palerme)
Pour les articles homonymes, voir Triomphe de la Mort.
Le Triomphe de la Mort est une fresque conservée à la galerie régionale du Palais Abatellis à Palerme, en Sicile. Datée de vers 1446, elle est considérée comme l'une des œuvres les plus représentatives de la peinture gothique tardive en Italie. L'auteur de l'ouvrage est inconnu.

## Histoire
L'œuvre provient de la cour du palais Sclafani, également situé à Palerme. En raison du style raffiné, il est probable que l'œuvre émane d'une commande des rois de Naples, probablement à un artiste catalan ou provençal. Le thème du Triomphe de la Mort est déjà répandu en Europe au XIVe siècle, mais cette fresque est réalisée avec un accent particulier sur des thèmes macabres et grotesques caractérisés par une apparence cruelle, caractéristiques rares en Italie.
Les bombardements alliés meurtriers de la nuit du 29 au 30 juin 1943, touchent gravement le palais Sclafani. La fresque, recouverte par des gravats mais peu touchée, à l'exception du décollement de certaines parties de l'enduit, est mise à l'abri par les services de la protection du patrimoine historique et artistique dans les entrepôts de la Surintendance des Galeries, fin juillet 1943, après l'avoir détachée du mur. Le maire, Lucio Tasca, en réponse aux demandes des milieux culturels locaux, installe l’œuvre en janvier 1944 sur le mur sud de la Sala delle Tombidi du Palazzo delle Aquile qui abrite la mairie.
La fresque a été détachée et divisée en quatre parties pour être installée dans la galerie régionale, où elle se trouve exposée depuis 1954. Au moment du transfert, l'œuvre était en bon état, progressivement au cours du XXe siècle, la surface peinte s'est détériorée près des points de division, compromettant l'intégrité de la scène.

## Description
La fresque est composée comme une grande miniature, où, dans un jardin luxueux entouré d'une haie, la Mort entre, montant un cheval squelettique et décochant des flèches avec son arc. Le cheval occupe le centre de la scène, avec ses côtes très apparentes et une tête émaciée montrant avec évidence les dents et la langue. La Mort vise et tue des personnages appartenant à tous les niveaux sociaux. La Mort qui porte également une faux sur le côté de la selle, son attribut typique vient de décocher une flèche, qui a atteint un jeune homme dans le coin inférieur droit.
Sur la partie inférieure se trouvent les cadavres des personnes précédemment tuées : empereurs, papes, évêques, frères (franciscains et dominicains), poètes, chevaliers et jeunes filles. Chaque personnage est représenté dans des postures diverses : certains montrent une grimace de douleur, tandis que d'autres sont sereins ; certains sont démembrés au sol, d'autres, atteints par une flèche, sont à genoux. Sur la gauche, un groupe de pauvres, invoque la Mort pour arrêter sa souffrance dans l'indifférence générale. Parmi eux, la figure regardant vers le spectateur a été proposée comme un étant le probable autoportrait de l'artiste.
À droite, un groupe est composé de nobles qui ne s'intéressent pas aux événements, la plupart d'entre eux poursuivent leurs activités. Ils comprennent plusieurs musiciens, des femmes nobles richement vêtues et des chevaliers portant des vêtements en fourrure, symboles de la vie et de la jeunesse. Un homme porte un faucon au bras, et un autre mène deux chiens de chasse.